# Qasim Amin

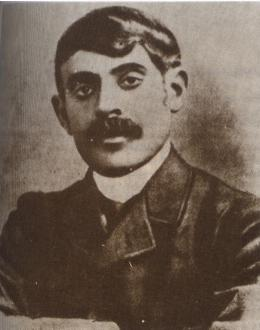
Qasim Amin

Qasim Amin (Arabisch: قاسم أمين) (Alexandrië, 1 december 1863 - Caïro, 22 april 1908) was een Egyptisch jurist die het vrouwenvraagstuk in Egypte op de agenda plaatste met de stelling dat de bevrijding van de vrouw een essentiële voorwaarde is voor de bevrijding van de Egyptische maatschappij van buitenlandse overheersing. In zijn boek The Liberation of Women (1899) onderbouwde hij zijn stelling met passages uit de koran en Ahadieth van de Profeet Mohammed, die volgens hem gelijkwaardigheid der seksen inhielden.
Hiermee riep hij natuurlijk de kritiek van het hof en van religieuze leiders, journalisten en schrijvers over zich af. Als antwoord benaderde hij het vraagstuk op een meer westerse manier in zijn boek The New Woman (1900). Beide boeken hebben nog niets aan actualiteit ingeboet.

## Publicaties
The Liberation of Women and the New Woman: Two Documents in the History of Egyptian Feminism, vertaald door Samiha Sidhom Peterson, The American University in Cairo Press 2000, ISBN 977-424-567-9